# 舍皮特 (科索夫區)
48°15′55″N 24°51′24″E / 48.26528°N 24.85667°E

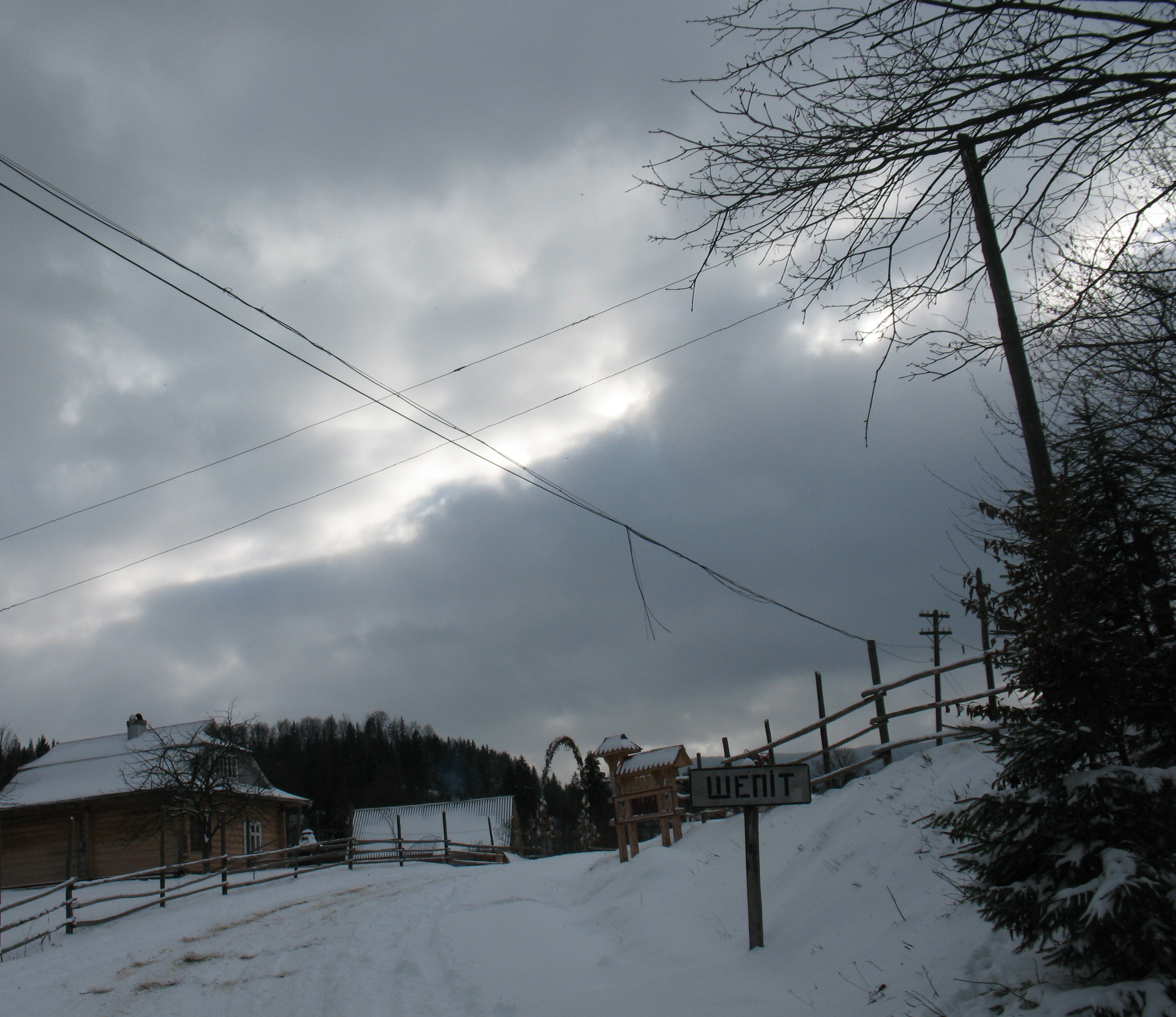

舍皮特（烏克蘭語：Шепіт），是烏克蘭的村落，位於該國西部伊萬諾-弗蘭科夫斯克州，由科索夫區負責管轄，始建於1941年，面積36.2平方公里，2001年該村落人口1,752。